# Яхаґі Саюрі
Саюрі Ахагі (яп. 矢作 紗友里, нар. 22 вересня 1986) — японська сейю з Токіо, Японія. Вона також була оповідачем Animax з жовтня 2007 р.

## Ролі

### Аніме
- Asu no Yoichi! — Сакон Сагіномія
- Asura Cryin' — Аня Фортуна
- Bakugan Battle Brawlers — Ай (епізод 9)
- Bakuman — Кайя Мійосі
- Bakuman 2 — Кайя Мійосі
- Bakuman 3 — Кайя Мійосі
- Busou Renkin — Ханака Бусудзіма
- Chu-Bra!! — Харука Сіраісі
- Fight Ippatsu! Jūden-chan!! — Іоно
- Ga-Rei -Zero- — Мамі Ідзумі
- Guin Saga — Суні
- Gurren Lagann — дівчина (епізод 1)
- Hayate the Combat Butler — Ідзумі Сегава
- Ikoku Meiro no Croisée — Камілла Бланче
- Lilpri — Лілі (епізод 17)
- Jigoku Shoujo Mitsuganae — Катасе Ріріка (епізод 5)
- Karneval — Цубаме
- Kanon — однокласниця Сіорі
- Karin — Карін Маака (дебют)
- Kenkō Zenrakei Suieibu Umishō — Майя Нанако
- Kishin Taisen Gigantic Formula — Оцумі Амано
- Kuroshitsuji — Ран Мао
- Kyōran Kazoku Nikki — Кюпі До (епізоди 24-25)
- MM! — Ноа Хіірагі
- Maken-ki! — Кодама Хімегамі
- Motto To Love-Ru — Харуна Сайрендзі
- Net Ghost PiPoPa — Хікару Софу
- Nodame Cantabile: Paris —— Пурірін (епізод 1)
- Noramimi — Йоччан (епізод 6)
- Occult Academy - Фуміакі Учіда (молодий)
- Otogi-Jūshi Akazukin — Гретел
- Over Drive — Кахо Асахі
- Pocket Monsters: Diamond & Pearl — Акі (епізод 62)
- Potemayo - Ейко Ханабуса
- Rosario + Vampire — офіціантка (епізод 11)
- Rosario + Vampire Capu2 — Тонко Оніяма
- Sankarea — Ранко Сайодзі
- School Rumble Nigakki — Міо Тенноудзі
- Sekirei — Мітцуха (No.38)
- Seitokai Yakuindomo — Судзу Хагімура
- Shattered Angels(Kyōshirō to Towa no Sora) — Ку Сіраторі
- Shugo Chara! — Масіро Ріма
- Shugo Chara!! Doki— — Масіро Ріма
- Softenni — Елізабет Воррен
- Sola — Чісато Мідзугучі
- Sora Kake Girl — Еріка
- Sword Art Online — Сакуя
- Tantei Opera Milky Holmes — Ірене Доала
- Tantei Opera Milky Holmes: Act 2 — Ірене Доала
- The Ambition of Oda Nobuna — Міцухіде Акечі
- To Love-Ru — Харуна Сайрендзі
- Tokimeki Memorial Only Love — Юка Фудзікава
- Tokyo Majin Gakuen Kenpuchō: Tō — Кьоко Тооно
- Tonari no Kaibutsu-kun — Ю Міяма
- Tytania — Ліра Флоренц
- Venus Versus Virus — Цукуйо (епізод 3)
- Wan Wan Celeb Soreyuke! Tetsunoshin — Одрі
- Yumeiro Patissiere - Мійя Косіро

### OVA
- Hayate the Combat Butler — Ідзумі Сегава
- Indian Summer — Ран Мідо
- Otogi-Jushi Akazukin — Gretel
- To Love-Ru — Харуна Сайрендзі
- Yotsunoha — Аріза Юкі
- Touhou Musou Kakyou: A Summer Day's Dream — Інаба

### Відеоігри
- Disgaea 3: Absence of Detention — Рутіле
- Tokimeki Memorial 4 — Цугумі Годо

### Drama CD
- The Idolmaster Neue Green for Dearly Stars — Юмеко Сакурай

### Дублювання
- Бетмен — Харлі Квінн
- Теорія великого вибуху — Бернадетта Ростенковські